# La Salina (Colombia)
La Salina è un comune della Colombia facente parte del dipartimento di Casanare.